# 3d6 Games
3d6 Games est un studio de développement de jeux vidéo fondé en 1999. Il est basé à San Mateo (Californie). 

## Historique
L'entreprise a été fondée par Troy Sheets et William Schmitt, deux anciens employés de Digital Eclipse. L'entreprise avait quatre moteurs de jeu internes : un moteur de jeu de plates-formes, un d'action-RPG en vue de dessus, un de jeu de sport et un de jeu de course.

## Ludographie
- Madden NFL 2001 (2000, Game Boy Color)
- Road Rash (2000, Game Boy Color)
- Army Men: Sarge's Heroes 2 (2000, Game Boy Color)
- Tetris Worlds (2001, Game Boy Advance)
- Atlantide, l'empire perdu (2001, Game Boy Advance)
- Madden NFL 2002 (2001, Game Boy Advance)
- The Revenge of Shinobi (2002, Game Boy Advance)
- Altered Beast: Guardian of the Realms (2002, Game Boy Advance)
- Sums Academy (2013, iOS)
- Rocket Dog (annulé, Game Boy Advance)[3]